# Markus Persson
Markus Alexej Persson (markɵs pæːʂɔn; n. 1 iunie 1979, Stockholm, Suedia) cunoscut și ca Notch sau xNotch, este un programator și designer de jocuri video suedez care a fondat compania de jocuri video Mojang alături de Carl Manneh și Jakob Porser la sfârșitul anului 2010. Una dintre cele mai mari realizări ale lui Markus este Minecraft, un joc sandbox first-person.
Persson a început să dezvolte jocuri video de la o vârstă fragedă, creând jocuri atât profesional cât și din plăcere pentru o mare parte din viața sa. A atins succesul critic odată cu publicarea unei versiuni timpurii a jocului Minecraft în 2009. Înainte de lansarea oficială a jocului în 2011, acesta se vânduse deja în peste zece milioane de exemplare. După acest moment, Persson a renunțat la rolul de designer principal și a transferat autoritatea creativă către Jens Bergensten.
În septembrie 2014, Persson a anunțat pe site-ul său personal că a ajuns la concluzia că "[nu are legătura cu fanii pe care credea că o are]", că "a devenit un simbol" și că nu dorește să fie responsabil pentru operațiunea din ce în ce mai mare a Mojang. Persson a părăsit Mojang în noiembrie acelui an, vânzându-și compania către Microsoft pentru suma raportată de 2,5 miliarde de dolari americani. Fiind acționar majoritar, achiziția l-a transformat pe Persson într-un miliardar.
Din 2016, au apărut critici publice cu privire la câteva postări pe Twitter ale lui Persson, în care acesta și-a exprimat credințele că femeile transgender nu sunt femei, că teoria conspirației QAnon este "legitimă" și că cei care critică o zi a mândriei heterosexuale "merită să fie împușcați". În 2019, tweet-urile lui Persson au fost cenzurate de Microsoft, care ulterior a eliminat mențiunile numelui său din Minecraft (cu excepția unei instanțe din creditele de final ale jocului) și nu l-a invitat la celebrarea a zecea aniversare a jocului.
În 2015, a co-fondat un studio de jocuri separat numit Rubberbrain, care a fost relansat public în 2024 sub numele de Bitshift Entertainment.